# Aeroportul Internațional Pokhara
Aeroportul Internațional Pokhara (în nepaleză पोखरा अन्तर्राष्ट्रिय विमानस्थल) (IATA: PKR, ICAO: VNPR) este un aeroport din Pokhara, Kaski District⁠(d), Gandaki Province⁠(d), Nepal ce deservește zona Pokhara. A fost deschis în 1 ianuarie 2023 și numit după zona deservită.
Situat la o altitudine de 800 m, aeroportul dispune de 1 pistă. Este operat de Civil Aviation Authority of Nepal⁠(d).

## Infrastructură

### Piste
Aeroportul dispune de o singură pistă. Pista 12/30 are suprafața de pavaj și dimensiunile 8.202 picioare × 148 picioare. 